# Katrin Olsen
Katrin Olsen (ur. 5 stycznia 1978 w Torshavn) – duńska wioślarka.

## Osiągnięcia
- Mistrzostwa Świata – Mediolan 2003 – czwórka podwójna wagi lekkiej – 6. miejsce[1].
- Mistrzostwa Świata – Gifu 2005 – czwórka podwójna wagi lekkiej – 2. miejsce[1].
- Mistrzostwa Świata – Eton 2006 – czwórka podwójna wagi lekkiej – 2. miejsce[1].
- Mistrzostwa Świata – Monachium 2007 – dwójka podwójna wagi lekkiej – 3. miejsce[1].
- Igrzyska Olimpijskie – Pekin 2008 – dwójka podwójna wagi lekkiej – 7. miejsce[1].